# Rene Toapanta Rivera
Rene Toapanta Rivera (Quito, 4 de julio de 1960). Es un artista plástico ecuatoriano. Su arte transita en distintas corrientes como: el expresionismo, surrealismo, impresionismo, realismo. Estudió en la Facultad de Arquitectura de la Universidad Central del Ecuador. Su quehacer artístico se ha distribuido entre su obra personal y su trabajo para la Congregación Oblata del Ecuador. Sus destrezas artísticas le han permitido incursionar en el dibujo, la pintura, la escultura y  en la elaboración de maquetas de todo tipo y temática.

## Reseña biográfica

### Infancia
Rene Marcelo Toapanta Rivera nació el 4 de julio de 1960 en la localidad llamada Pedro Pablo Gómez, provincia de Manabí en Ecuador. A los 13 años se trasladó a vivir en la ciudad de Quito. Cumplidos los 22 años contrajo matrimonio con María del Pilar Mejía, con quien tiene 5 hijos. Actualmente reside en Quito.

### Vida de Artista
Dentro de este ámbito ha reproducido y creado innumerables cuadros con temática religiosa por lo que su obra se exhibe permanentemente, en Santuarios como:– “El Bomboli” (Santo Domingo de los Tsáchilas), San Vicente de Paul (Guayaquil), Basílica del Voto Nacional (Quito), Santuario del Quinche. Además su obra religiosa forma parte de colecciones en Italia (casa de los Oblatos), Estados Unidos y Colombia. Por otro lado su obra artística personal se ha expuesto en varios lugares de la ciudad de Quito: Centro Cultural Basílica del Voto Nacional, Cooperativa del Magisterio, Exposición colectiva Consejo Provincial, Exposición artistas del barrio la Colmena en el YAKU.

## Obra
- Cúpula del Santuario de San Vicente de Paúl. (Guayaquil, Ecuador, 2008)
- Retratos de Párrocos del Santuario del Quinche. (Quinche, Ecuador, 2007)
- Retrato Padre Matovelle para la sacristía en la Basílica del Voto Nacional. (Quito, Ecuador, 2012)
- Maqueta: "Iglesias del Centro Histórico de Quito", monumento de la Virgen del Panecillo. (Quito, Ecuador, 2008)
- Diseño arquitectónico de la Capilla en el interior del monumento de la Virgen del Panecillo. (Quito, Ecuador, 2009)
- Obra en la Capilla del Santuario de Bombolí. (Santo Domingo, Ecuador, 2007)
- Obra para la casa parroquial de Pedro Pablo Gómez. (Pedro Pablo Gómez, Ecuador, 2010)
- Via Crusis escultura y pintura para la congregación de misioneros oblatos (Panecillo). (Quito, Ecuador, 2009)
- Maqueta del Santuario del Quinche. (Museo del Santuario del Quinche, Quinche, Ecuador, 2011)